# Naoya Ogawa
Pour les articles homonymes, voir Ogawa.
Naoya Ogawa (小川 直也, Ogawa Naoya, né le 31 mars 1968 dans Suginami-ku à Tōkyō) est un judoka, un catcheur (lutteur professionnel) et un pratiquant d'arts martiaux mixtes japonais.
Champion du monde de judo en 1987 et 1989, il participe aux Jeux olympiques de 1992 où il obtient la médaille d'argent dans la catégorie des poids-lourds. Il continue à pratiquer ce sport jusqu'aux Jeux olympiques d'été d'Atlanta.
Il se reconvertit alors comme catcheur à la New Japan Pro Wrestling, à la Pro Wrestling Zero1, la Hustle et enfin l'Inoki Genome Federation où il est depuis 2007.
Parallèlement à sa carrière de catcheur, il participe entre 1997 et 2005 à des combats d'arts martiaux mixtes où il s'illustre en remportant sept de ses neuf matchs.

## Palmarès

### Jeux olympiques
- Jeux olympiques de 1992 à Barcelone (Espagne) :
  -  Médaille d'argent dans la catégorie des poids lourds (+95 kg).

### Championnats du monde
- Championnats du monde 1987 à Essen (Pays-Bas) :
  -  Médaille d'or en toutes catégories.
- Championnats du monde 1989 à Belgrade (Yougoslavie) :
  -  Médaille d'or dans la catégorie des poids lourds (+95 kg).
  -  Médaille d'or en toutes catégories.
- Championnats du monde 1991 à Barcelone (Espagne) :
  -  Médaille de bronze dans la catégorie des poids lourds (+95 kg).
  -  Médaille d'or en toutes catégories.
- Championnats du monde 1993 à Hamilton (Canada) :
  -  Médaille de bronze en toutes catégories.
- Championnats du monde 1995 à Chiba (Japon) :
  -  Médaille de bronze dans la catégorie des poids lourds (+95 kg).

### Catch
- NWA Northeast 
  - Champion du monde catégorie poids lourds NWA World 1 fois

- New Japan Pro Wrestling
  - NWA World Heavyweight Championship 2 fois

- Pro Wrestling ZERO-ONE 
  - NWA Intercontinental Tag Team Championship 2 fois avec Shinya Hashimoto
  - Championnat américain poids lourds NWA ZERO-ONE 1 fois

### Arts martiaux mixtes
| 9 combats      | 7 victoires | 2 défaites |
| Par KO         | 2           | 0          |
| Par soumission | 5           | 2          |
| Sur décision   | 0           | 0          |

| Résultat | Record | Adversaire        | Méthode                           | Événement                           | Date              | Round | Temps | Lieu                | Notes |
| -------- | ------ | ----------------- | --------------------------------- | ----------------------------------- | ----------------- | ----- | ----- | ------------------- | ----- |
| Défaite  | 7-2    | Hidehiko Yoshida  | Soumission (clé de bras)          | Pride FC - Shockwave 2005           | 31 décembre 2005  | 1     | 6:04  | Saitama, Japon      |       |
| Défaite  | 7-1    | Fedor Emelianenko | Soumission (clé de bras)          | Pride FC - Final Conflict 2004      | 15 août 2004      | 1     | 0:54  | Saitama, Japon      |       |
| Victoire | 7-0    | Paulo Cesar Silva | KO technique (coups de poing)     | Pride FC - Critical Countdown 2004  | 20 juin 2004      | 1     | 3:29  | Saitama, Japon      |       |
| Victoire | 6-0    | Stefan Leko       | Soumission (arm-triangle choke)   | Pride FC - Total Elimination 2004   | 25 avril 2004     | 1     | 1:34  | Saitama, Japon      |       |
| Victoire | 5-0    | Matt Ghaffari     | K.O. technique (coups de poing)   | UFO - Legend                        | 8 août 2002       | 1     | 0:56  | Tokyo, Japon        |       |
| Victoire | 4-0    | Masaaki Satake    | Soumission (étranglement arrière) | Pride 11 - Battle of the Rising Sun | 31 octobre 2000   | 2     | 2:01  | Osaka, Japon        |       |
| Victoire | 3-0    | Rob Peters        | Soumission                        | UFO Europe - Free Fight Gala        | 28 novembre 1999  | NC    | NC    | Kijkduin, Pays-Bas  |       |
| Victoire | 2-0    | Gary Goodridge    | Soumission (keylock)              | Pride FC - Pride 6                  | 4 juillet 1999    | 2     | 0:36  | Yokohama, Japon     |       |
| Victoire | 1-0    | Rens Vrolijk      | Soumission (étranglement arrière) | RDFF 1 - Red Devil Free Fight 1     | 27 septembre 1997 | 1     | 2:51  | Amsterdam, Pays-Bas |       |